# Lestinogomphus congoensis
Lestinogomphus congoensis là loài chuồn chuồn trong họ Gomphidae. Loài này được Cammaerts mô tả khoa học đầu tiên năm 1969.